# Милон (граф Нарбона)
Мило́н (лат. Milon, фр. Miló; умер в 791) — граф Нарбона (не позднее 752—791), а также Безье, Лодева и Минерва (752—791).

## Биография
О происхождении и ранних годах жизни Милона сведений в исторических источниках не сохранилось. Известно, что в начале 750-х годов он был правителем Нарбона, находившимся под верховной властью омейядского вали Аль-Андалуса. Предполагается, что Милон стал графом этого города после Гилберта.
Первое датированное упоминание о Милоне относится к 752 году, когда он попытался вступить в переговоры с вторгшимся с войском в Септиманию королём франков Пипином Коротким. Возможно, подобно правителю Нима Ансемунду Милон намеревался сдать Нарбон франкам, однако состоявший из мавров городской гарнизон не позволил ему это сделать. Тем не менее графу удалось покинуть город и удалиться в селение Тренкианум (лат. Trencianum; современный Трос).
Неизвестно, какую деятельность Милон вёл все те семь лет, пока длилась осада франками Нарбона. От этого периода сохранилось только несколько монет, легенда которых сообщает, что они были изготовлены в Тренкиануме по повелению Милона. Вероятно, граф не принимал участие в каких-либо военных действиях того времени, хотя, возможно, продолжал поддерживать связь с христианскими жителями Нарбона. Предполагается, что Милон способствовал тому, что в 759 году вестготы из нарбонского гарнизона убили своих сослуживцев из числа мавров и сдали город франкам. Вслед за тем Милон перешёл на службу к королю Пипину Короткому, получив от своего нового господина власть не только над Нарбоном, но и близлежавшими городами Безье, Лодевом и Минервом. Таким образом, Милон стал первым франкским графом этих территорий.
Следующее упоминание о Милоне в современных ему документах датируется летом 782 года. Тогда в Нарбоне состоялся судебный процесс, на котором местный епископ Даниэль обвинил Милона в отторжении от его епархии церковных земель и другого имущества. Вероятно, граф смог завладеть церковным имуществом ещё в 769 году, когда епископ Даниэль ездил в Рим и, возможно, в Иерусалим и долго отсутствовал в своей епархии. Бо́льшую часть захваченных владений Милон присвоил себе, а часть передал верным людям. На суде председательствовали четыре посланца короля Карла Великого, среди которых был и граф Жироны Ростан. В своё оправдание Милон заявил, что он получил имущество церкви с согласия франкского монарха. Однако он не смог привести в подтверждение этого не только каких-либо документов, но и заявлений свидетелей, в то время как право епархии на это имущество было подтверждено свидетельствами двенадцати уважаемых в городе персон. Проведённое 3 июня судебное заседание, на котором присутствовали королевские посланники, представители духовенства и другие знатные лица, постановило удовлетворить просьбу епископа Даниэля. В результате Нарбонской епархии были возвращены более пятидесяти загородных имений, а также три церкви, что значительно увеличило её благосостояние. Немного позднее, 5 июля того же года, граф Ростан по просьбе епископа Даниэля подтвердил дарственную хартию, данную Милоном Нарбонской епархии.
В хартии от 5 декабря 791 года сообщается, что в 780 году Милон содействовал монаху Аниану в основании аббатства Кон, а затем передал этой обители виллу Буфент. В документе Милон упоминается как уже умерший. Предполагается, что он мог скончаться незадолго до составления этого акта, возможно, ранее в том же году.
Вероятно, после смерти Милона его владения были поделены между несколькими графами. Так, преемником Милона в Нарбоне стал Магнарий, а в Безье — Арнальд.